# Euclystis recurva
Euclystis recurva är en fjärilsart som beskrevs av Walker 1858. Euclystis recurva ingår i släktet Euclystis och familjen nattflyn. Inga underarter finns listade i Catalogue of Life.